# Kim (chanson)
Pour les articles homonymes, voir Kim.
Pistes de The Marshall Mathers LP
Bitch Please II Under the Influence
Kim, nommée avant la sortie de l'album Bitch So Wrong, est une chanson très controversée écrite et interprétée par le rappeur Eminem et produite par F.B.T.. Elle est la 16e piste de l'album The Marshall Mathers LP sorti le 23 mai 2000. Elle créa la polémique à cause de ses paroles dans lesquelles Eminem se met dans la peau d'un fou tuant sa femme. La controverse fut créée par le fait qu'il s'adresse dans la chanson à Kim, le vrai nom de sa femme de l'époque. Eminem imite aussi la voix de Kim dans cette chanson.
Dans la version censurée de The Marshall Mathers LP, le titre est remplacé par une version censurée de la chanson The Kids. La version non-censurée de The Kids apparaît sur le single de The Way I Am, la version deluxe de l'album ainsi que le CD bonus de la mixtape Straight from the Lab. Kim reprend les percussions de When the Levee Breaks de Led Zeppelin.

## Thème et déroulement
Ce titre est la préquelle de '97 Bonnie & Clyde, de l'album The Slim Shady LP, dans laquelle Eminem se débarrasse du corps de sa femme, en l'enfermant dans le coffre de sa propre voiture. Il traite de l'amour qui dégénère en rage, en haine et en violence domestique.
Dans cette chanson, Eminem se met cette fois en scène en train de tuer sa propre femme Kim lorsqu'il apprend que cette dernière l'a trompé. La chanson commence dans la maison du couple. Il parle à sa fille Hailie, qu'il est en train de coucher. S'ensuit une très violente dispute avec sa femme, qu'il insulte et à qui il reproche d'avoir amené son amant à la maison.
Dans le second couplet, le couple se trouve maintenant dans une voiture. La dispute se poursuit et le personnage incarné par Eminem commence à délirer, alternant cris et pleurs.
Dans le dernier couplet, ils sont dans les bois et sortent de la voiture. Kim tente de s'enfuir mais elle est rattrapée par son mari qui finit par l'égorger.

## Réception

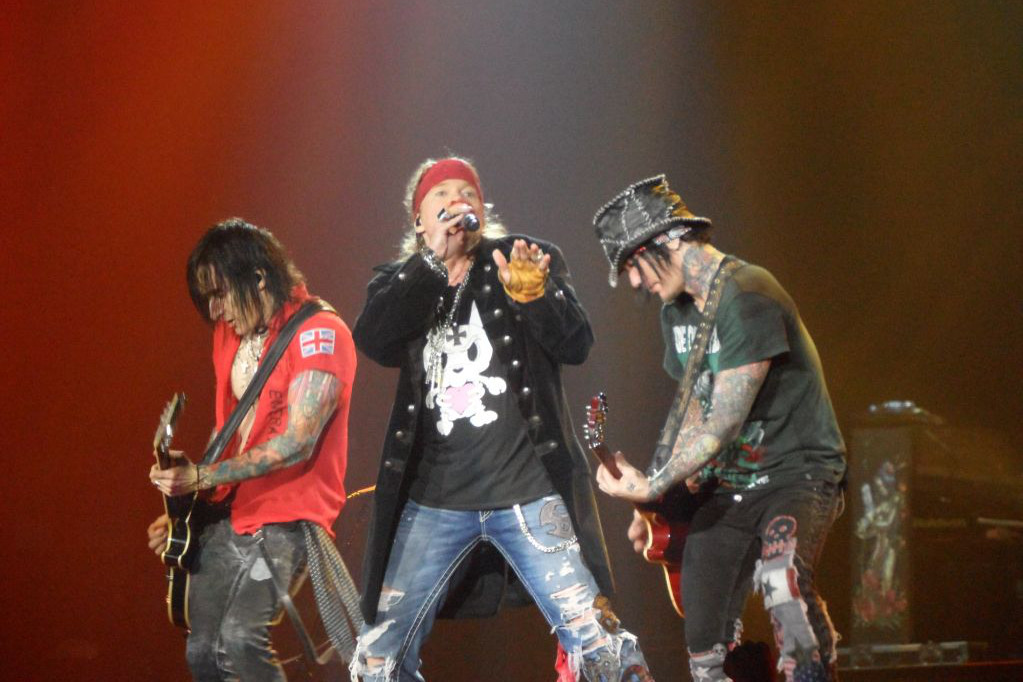
Kim a été comparé à la chanson Used to Love Her des Guns n' Roses (sur la photo, en 2012).

La chanson est bien accueillie par la critique musicale. Dans Rolling Stone, on peut lire : « Ce qui rend la chanson si percutante est, bien sûr, qu'Eminem ne hait pas simplement Kim. C'est la plus poignante chanson d'amour maladif depuis « Used to Love Her » des Guns N' Roses. »
Pour Entertainment Weekly : « Kim [...] est une démonstration de la violence domestique si réelle qu'elle fait frissonner. « Stan » et « Kim » établissent de manière éclatante de nouvelles bases importantes pour le rap. »
Cependant, cette chanson est souvent citée par les détracteurs de Eminem. Les trois vers qui terminent la chanson sont particulièrement pointés du doigt comme incitant à la violence :
You were supposed to love me (T'étais censée m'aimer)
Now bleed, bitch, bleed! (Maintenant saigne, salope, saigne !)
Bleed, bitch, bleed! BLEEEEED! (Saigne, salope, saigne ! SAIIIIGNE !)
Au-delà de la violence des paroles, c'est la manière dont est rappé le texte qui choque, car Eminem utilise une voix qui alternativement crie et pleure les différents vers de la chanson. De plus, les deux dernières phrases sont accompagnées d'un bruitage pour signifier l'égorgement de Kim. Enfin, le fait que l'artiste ait choisi de se mettre lui-même en scène avec sa femme dans cette chanson, au moment où leur vie de couple était particulièrement tumultueuse, a conduit certaines personnes à ne plus faire la distinction entre création et réalité.
Eminem n'a cependant jamais été ni accusé ni condamné pour violence domestique. 
Le journaliste français a, à l'occasion de la sortie de The Marshall Mathers LP 2 en 2013, fait une rétrospective sur le premier volet dont Kim est extrait. Il dit: « Pour ce qui est de la provocation, Kim va un cran au-dessus de '97 Bonnie & Clyde, chanson du précédent album qui mettait en scène Em’ et sa fille se débarrassant du cadavre de Kim. La mise en scène d’Eminem sur Kim est si efficace qu’elle en devient douloureuse. Quand le morceau s’achève sur une note hystérique (« Crève salope ! Crève ! »), on a l’impression d’avoir passé 4 minutes dans la peau d’un psychopathe ».

## Censure
Dans la phrase suivante, tirée du 2e couplet, les mots « four » et « boy » sont censurés :
 « There's a four year old little boy, laying dead with a slit throat in your living room! »
(Il y a un petit garçon de quatre ans, mort avec la gorge coupée dans ton salon !)
Cette censure a été appliquée alors même que l'album comporte le logo Parental advisory, probablement en raison de la fusillade du lycée Columbine survenue quelques mois plus tôt. De plus, une version dite clean de cet album a été commercialisée, dans laquelle une partie des mots vulgaires a été censurée. La chanson « Kim » n'apparait plus dans la liste des titres de cet album et est remplacée par une autre (« The Kids »).
Une version antérieure de cette chanson, sous le titre « Bitch So Wrong », est par la suite sortie de manière inofficielle et peut être trouvée sur Internet.

## Conséquence sur le couple
Quelques jours après sa sortie, Kim entend la chanson en direct durant un concert à Détroit. Après une tentative de suicide, elle porte plainte pour diffamation. Ces événements contribuent à conduire le couple vers le divorce.